# Grand Prix Formule 1 van Monaco 1986
De Grand Prix Formule 1 van Monaco 1986 werd gehouden op 11 mei 1986 in Monaco.

## Uitslag
| Positie | Nummer | Rijder             | Team                   | Ronden | Tijd/Opgave   | Startplaats | Punten |
| ------- | ------ | ------------------ | ---------------------- | ------ | ------------- | ----------- | ------ |
| 1       | 1      | Alain Prost        | McLaren-TAG            | 78     | 1:55:41.060   | 1           | 9      |
| 2       | 2      | Keke Rosberg       | McLaren-TAG            | 78     | + 25.022      | 9           | 6      |
| 3       | 12     | Ayrton Senna       | Lotus-Renault          | 78     | + 53.646      | 3           | 4      |
| 4       | 5      | Nigel Mansell      | Williams-Honda         | 78     | + 1:11.402    | 2           | 3      |
| 5       | 25     | René Arnoux        | Ligier-Renault         | 77     | + 1 Ronde     | 12          | 2      |
| 6       | 26     | Jacques Laffite    | Ligier-Renault         | 77     | + 1 Ronde     | 7           | 1      |
| 7       | 6      | Nelson Piquet      | Williams-Honda         | 77     | + 1 Ronde     | 11          |        |
| 8       | 18     | Thierry Boutsen    | Arrows-BMW             | 75     | + 3 Rondes    | 14          |        |
| 9       | 17     | Marc Surer         | Arrows-BMW             | 75     | + 3 Rondes    | 17          |        |
| 10      | 28     | Stefan Johansson   | Ferrari                | 75     | + 3 Rondes    | 15          |        |
| 11      | 4      | Philippe Streiff   | Tyrrell-Renault        | 74     | + 4 Rondes    | 13          |        |
| 12      | 14     | Jonathan Palmer    | Zakspeed               | 74     | + 4 Rondes    | 19          |        |
| NF      | 3      | Martin Brundle     | Tyrrell-Renault        | 67     | Ongeluk       | 10          |        |
| NF      | 16     | Patrick Tambay     | Lola-Ford              | 67     | Ongeluk       | 8           |        |
| NF      | 20     | Gerhard Berger     | Benetton-BMW           | 42     | Stuurfout     | 5           |        |
| NF      | 7      | Riccardo Patrese   | Brabham-BMW            | 38     | Brandstofpomp | 6           |        |
| NF      | 27     | Michele Alboreto   | Ferrari                | 38     | Turbo         | 4           |        |
| NF      | 8      | Elio de Angelis    | Brabham-BMW            | 31     | Motor         | 20          |        |
| NF      | 19     | Teo Fabi           | Benetton-BMW           | 17     | Remmen        | 16          |        |
| NF      | 15     | Alan Jones         | Lola-Ford              | 2      | Ongeluk       | 18          |        |
| NQ      | 21     | Piercarlo Ghinzani | Osella-Alfa Romeo      |        |               |             |        |
| NQ      | 11     | Johnny Dumfries    | Lotus-Renault          |        |               |             |        |
| NQ      | 29     | Huub Rothengatter  | Zakspeed               |        |               |             |        |
| NQ      | 22     | Christian Danner   | Osella-Alfa Romeo      |        |               |             |        |
| NQ      | 23     | Andrea de Cesaris  | Minardi-Motori Moderni |        |               |             |        |

## Wetenswaardigheden
- Het was de laatste Grand Prix van Elio de Angelis die de dood vond in testongeluk op Paul Ricard.

## Statistieken
| Pole-position | Alain Prost | McLaren-TAG | 1:22.627 |
| Snelste ronde | Alain Prost | McLaren-TAG | 1:26.607 |

## Noot
- Dit was de honderdste Grand Prix-start voor René Arnoux. Hiermee was Arnoux de 25ste coureur die minstens 100 Grands Prix had gereden.

1929 · 1930 · 1931 · 1932 · 1933 · 1934 · 1935 · 1936 · 1937 · 1948 · 1950 · 1955 · 1956 · 1957 · 1958 · 1959 · 1960 · 1961 · 1962 · 1963 · 1964 · 1965 · 1966 · 1967 · 1968 · 1969 · 1970 · 1971 · 1972 · 1973 · 1974 · 1975 · 1976 · 1977 · 1978 · 1979 · 1980 · 1981 · 1982 · 1983 · 1984 · 1985 · 1986 · 1987 · 1988 · 1989 · 1990 · 1991 · 1992 · 1993 · 1994 · 1995 · 1996 · 1997 · 1998 · 1999 · 2000 · 2001 · 2002 · 2003 · 2004 · 2005 · 2006 · 2007 · 2008 · 2009 · 2010 · 2011 · 2012 · 2013 · 2014 · 2015 · 2016 · 2017 · 2018 · 2019 · 2020 · 2021 · 2022 · 2023 · 2024 · 2025